# Sans Atout dans la gueule du loup
Sans Atout dans la gueule du loup est un roman policier pour la jeunesse écrit par Boileau-Narcejac, paru en 1984. C'est le quatrième roman de la série de huit consacrée aux aventures de Sans-Atout.

## Résumé
François Robion, alias Sans Atout, et son ami Paul Loubeyre découvrent un homme inconscient, Antoine Maillard, au cours d'une excursion en Auvergne, devant une caverne débouchant sur un vaste réseau de souterrains. Accompagnés d'un spéléologue du dimanche Bertrand Chazal, les deux garçons sont sûrs d'y avoir vu une bête et d'avoir entendu son cri. L'attitude étrange d'Antoine Maillard, sorti du coma, épouvanté, fou, ainsi que de vieilles légendes semblent corroborer l'idée de l'existence de la bête. 
Il s'agit en réalité d'une machination orchestrée par des trafiquants de voitures, dont Bertrand Chazal, afin de discréditer le témoignage éventuel des deux acolytes. Les souterrains servent de repère aux voleurs. On apprendra qu'Antoine Maillard est tombé dans le coma par accident, une voiture est malencontreusement tombée sur lui, et qu'il simulait sa folie pour ne pas attirer l'attention des policiers sur le trafic.